# Gabinete Combes
O Gabinete Combes foi o ministério formado por Émile Combes em 07 de junho de 1902 e dissolvido em 18 de janeiro de 1905. Foi o 43º gabinete da Terceira República Francesa, sendo antecedido pelo Gabinete Waldeck-Rousseau e sucedido pelo Gabinete Rouvier II.

## Contexto
O gabinete foi formado por uma maioria de radicais e contou com a maior parte do "Bloco das Esquerdas" (radicais e socialistas) eleito no mês anterior. Essa maioria, contudo, foi reduzida pela divisão entre os republicanos moderados (ou "progressistas") e pela saída dos socialistas em 1904, após a decisão da Internacional Socialista de não mais apoiar governos burgueses. O gabinete de Émile Combes foi particularmente notável por seu anticlericalismo e por sua ação na separação entre Igreja e Estado na França.
A política do novo governo pode ser explicada pelo contexto do "Caso Dreyfus", que reavivou fortemente o anticlericalismo e despertou desconfiança nos círculos republicanos em relação a uma parte do Exército francês. Combes aplicou intransigentemente as leis sobre o direito de associação e a liberdade de ensino, restringindo as organizações religiosas e rompendo relações com o Vaticano, o que levou à votação da lei francesa sobre a separação da Igreja e do Estado, em 9 de dezembro de 1905, após a renúncia do gabinete.
As Forças Armadas Francesas também trouxeram problemas ao governo, com o ministro da Marinha tendo que se submeter a uma comissão parlamentar de inquérito para analisar a nova política de promoções que privilegiava marinheiros de origem modesta. Por outro lado, o ministro da Guerra se vê envolvido no "Escândalo das Fichas", marcado pelo arquivamento clandestino de documentos militares, permitindo que a promoção de oficiais dependesse das opiniões políticas e religiosas daquele Ministério.
O Gabinete Combes deixou uma memória muito diferente e muito dividida dependendo dos círculos políticos. Para a esquerda anticlerical, ele era a personificação de um governo lutador, tenaz e corajoso. Para a direita católica e nacionalista, que o apelidou de "regime abjeto", era a personificação do sectarismo republicano. De qualquer forma, até a Primeira Guerra Mundial, o combismo personificará a tendência de esquerda do Partido Radical, apegado à manutenção do Bloco das Esquerda e personificado pela fórmula "nenhum inimigo à esquerda".
Em 1905, com sua maioria reduzida na Assembleia Nacional Francesa e desgastado pelo Escândalo das Fichas, Émile Combe decidiu renunciar. O Presidente da República, Émile Loubet, então, nomeou Maurice Rouvier para substituí-lo, sendo empossado como Presidente do Conselho de Ministros pela segunda vez.

## Composição

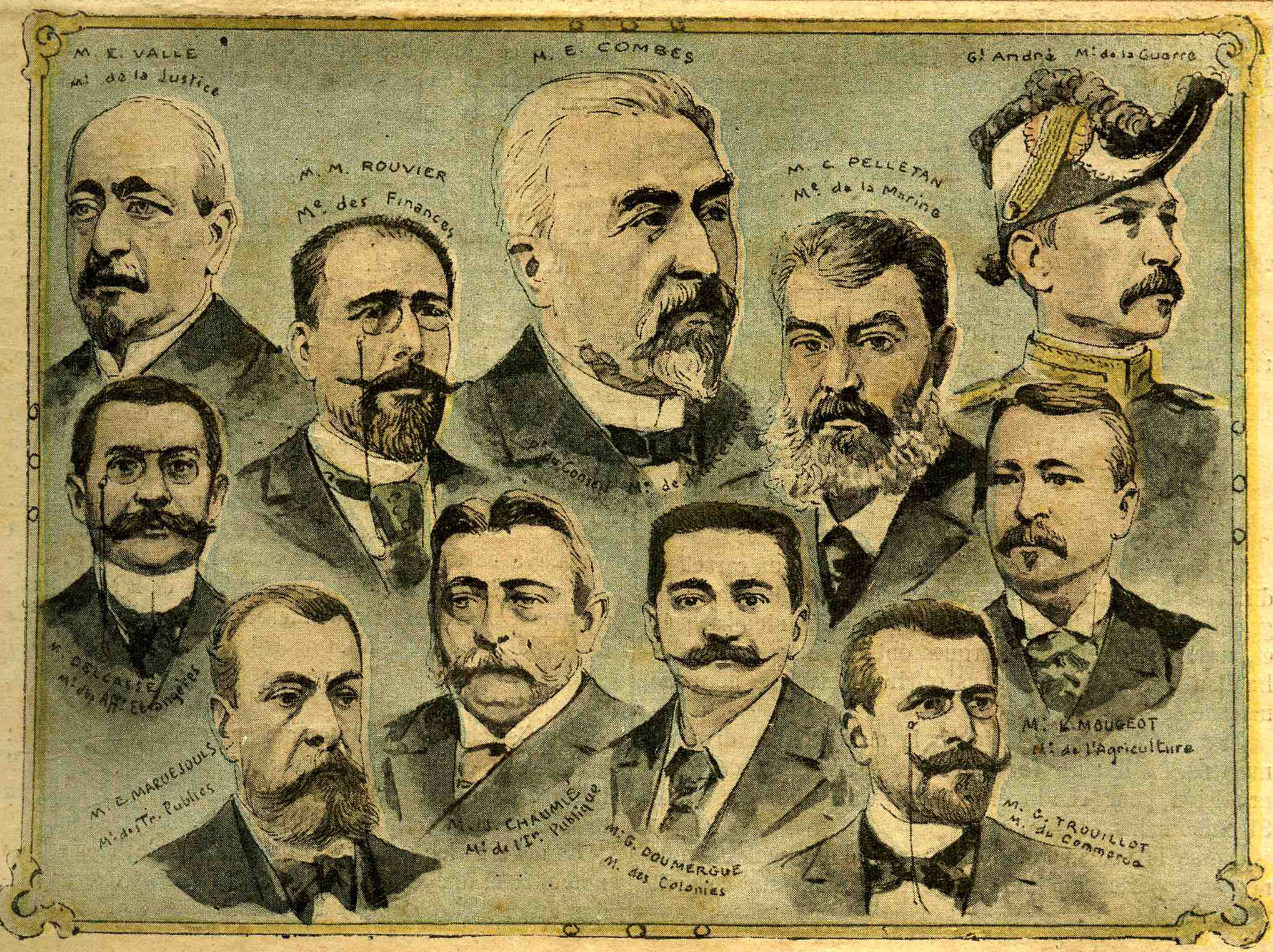
O Gabinete Combes em ilustração de 1902.

- Presidente da República: Émile Loubet
- Presidente do Conselho de Ministros: Émile Combe
- Ministro dos Estrangeiros: Théophile Delcassé
- Ministro da Justiça: Ernest Vallé
- Ministro do Interior e Cultos: Émile Combe
- Ministro da Guerra: Louis André (1902-1904); Maurice Berteaux (1904-1905)
- Ministro das Finanças: Maurice Rouvier
- Ministro da Marinha: Camille Pelletan
- Ministro da Instrução Pública e Belas Artes: Joseph Chaumié
- Ministro das Obras Públicas: Émile Maruéjouls
- Ministro da Agricultura: Léon Mougeot
- Ministro do Comércio, Indústria, Correios e Telégrafos: Georges Trouillot
- Ministro das Colônias: Gaston Doumergue

## Realizações
- Proibição de ensinar às ordens religiosas.